# Martin W. Littleton

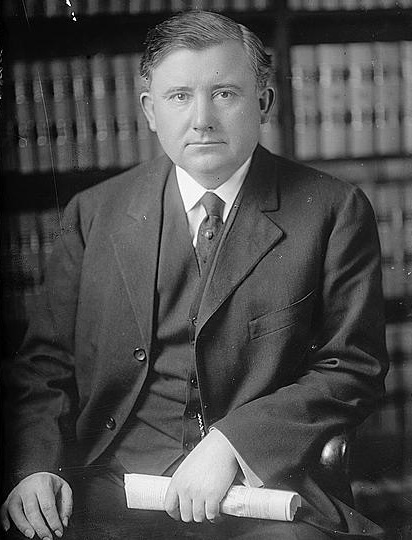
Martin W. Littleton

Martin Wiley Littleton (* 12. Januar 1872 bei Kingston, Tennessee; † 19. Dezember 1934 in Mineola, New York) war ein US-amerikanischer Jurist und Politiker. Zwischen 1911 und 1913 vertrat er den Bundesstaat New York im US-Repräsentantenhaus.

## Werdegang
Martin Littleton wurde ungefähr sechseinhalb Jahre nach dem Ende des Bürgerkrieges nahe Kingston geboren und verbrachte dort die ersten Jahre. Seine Familie zog dann 1881 nach Texas, wo sie sich in Dallas niederließen. Er besuchte dort Gemeinschaftsschulen. Danach studierte er Jura und begann nach dem Erhalt seiner Zulassung als Anwalt 1891 in Dallas zu praktizieren. Zwischen 1893 und 1896 war er als Staatsanwalt (prosecuting attorney) im Dallas County tätig. Im letzten Jahr zog er nach New York City, wo er weiter seiner Tätigkeit als Anwalt nachging. Zwischen 1900 und 1904 war er Bezirksstaatsanwalt (district attorney) im Kings County.
Politisch gehörte er der Demokratischen Partei an. Er nahm 1904 als Delegierter an der Democratic National Convention teil. In den Jahren 1904 und 1905 war er Borough-Präsident von Brooklyn. Bei den Kongresswahlen des Jahres 1910 wurde Littleton im ersten Wahlbezirk von New York in das US-Repräsentantenhaus in Washington, D.C. gewählt, wo er am 4. März 1911 die Nachfolge des Republikaners William W. Cocks antrat. Da er im Jahr 1912 auf eine erneute Kandidatur verzichtete, schied er nach dem 3. März 1913 aus dem Kongress aus. Danach nahm er wieder seine Tätigkeit als Anwalt auf. In der folgenden Zeit lebte er zuerst in New York City und dann in Mineola, wo er am 19. Dezember 1934 verstarb. Sein Leichnam wurde im Familienmausoleum der Littletons auf dem Woodlawn Cemetery in New York City beigesetzt.